# Comănești
Comănești (în maghiară Kománfalva) este un oraș în județul Bacău, Moldova, România, format din localitățile componente Comănești (reședința), Podei și Vermești.

## Geografie
Orașul este amplasat pe ambele maluri ale râului Trotuș, în Depresiunea Comănești din Carpații Orientali, între Munții Goșmanu, Munții Berzunți, Munții Nemira și Munții Ciucului. Este străbătut de șoseaua națională DN12A, care leagă Oneștiul de Miercurea-Ciuc. La Comănești, din acest drum se ramifică șoseaua națională DN2G, care duce la Moinești și Bacău. Prin oraș trece și calea ferată Adjud–Comănești–Siculeni, pe care este deservit de stația Comănești.

## Demografie
Componența etnică a orașului Comănești
     Români (84,66%)
     Romi (5,01%)
     Alte etnii (0,12%)
     Necunoscută (10,22%)
Componența confesională a orașului Comănești
     Ortodocși (83,64%)
     Romano-catolici (3,04%)
     Penticostali (1,12%)
     Alte religii (1,42%)
     Necunoscută (10,78%)
Conform recensământului efectuat în 2021, populația orașului Comănești se ridică la 19.996 de locuitori, în creștere față de recensământul anterior din 2011, când fuseseră înregistrați 19.568 de locuitori. Majoritatea locuitorilor sunt români (84,66%), cu o minoritate de romi (5,01%), iar pentru 10,22% nu se cunoaște apartenența etnică. Din punct de vedere confesional, majoritatea locuitorilor sunt ortodocși (83,64%), cu minorități de romano-catolici (3,04%) și penticostali (1,12%), iar pentru 10,78% nu se cunoaște apartenența confesională.
|  | Graficele sunt indisponibile din cauza unor probleme tehnice. Mai multe informații se găsesc la Phabricator și la wiki-ul MediaWiki. |

Date: Recensăminte sau birourile de statistică - grafică realizată de Wikipedia

## Istorie
Zona orașului Comănești a fost locuită încă din perioada neolitică. Rămășițe din această perioadă au fost găsite în satul aparținător Vermești. Numele orașului vine de la antroponimul Coman, cu sufixul -ești. Acest tip de derivare indică faptul că locul era ocina (moștenirea) urmașilor unui Coman. Prima atestare documentară a orașului Comănești este din  anul 1409, în perioada domniei lui Alexandru cel Bun. În urma unor cercetări arhivistice, cel mai vechi document referitor la localitatea Comănești ar fi o scrisoare din 23 iunie 1606, a căpitanului Ioan Matireș către căpitanul Ion Pettky, în care se precizează că traseul dinspre Dunăre spre Transilvania este cel mai sigur prin Comănești. Localitatea  a fost o zonă de primă destinație a refugiaților sau emigranților din Transilvania ca urmare a persecuțiilor stăpânirii austro-ungare. Căile pe care le urmau refugiații nu erau cele obișnuite de comunicație, ci veneau peste plaiuri și locuri dosite, care astăzi sunt vestite pentru practicarea turismului montan.
În anul 1864 prin Legea Administrației Locale s-a înființat Comuna Comănești formată din 7 cătune cu 3486 locuitori. Conform Dicționarului geografic din anul 1895 în Comănești funcționau 5 biserici ortodoxe, 1 biserică catolică, 2 școli mixte, o fabrică de cherestea cu aburi, mai multe fierăstraie de apă, 4 izvoare cu apă minerală, cărbuni și ozocherită.
Începând cu sfârșitul secolului XVIII, orașul a fost domeniul familiei de boieri Ghica, care și-au menținut prezența în zonă până la jumătatea secolului XX. Palatul Ghica, parcul din fața muzeului și gara sunt câteva din mărturiile lăsate în urmă de familia Ghica.
Construirea căii ferate Adjud-Palanca, care face mai departe legătura dintre Moldova și Transilvania, a condus la o creștere semnificativă a economiei, prin deschiderea exploatării industriale a resurselor lemnoase din munții învecinați (peste 15 gatere înainte de 1900), dar și a minelor Galion, Asău, Lăloaia.
La sfârșitul secolului al XIX-lea, Comănești era o comună rurală în plasa Muntelui a județului Bacău și era formată din satele Comănești, Lunca-Asău, Asău, Podina, Șupanu, Leloaia și Gura Ciobănușului, având în total 3486 de locuitori ce trăiau în 915 case. În comună funcționau două școli mixte cu 51 de elevi (dintre care 7 fete) — una deschisă la Comănești în 1866 și una deschisă în 1890 la Asău — și cinci biserici (la Comănești, Șupanu, Leloaia, Asău și Lunca Asău), iar principalii proprietari de pământ erau D. Ghica și G. Ghica, părți de moșii fiind deținute și de principele Al. Știrbei, N. Ghica, Eug. Ghica și G. Șeptilici. Anuarul Socec din 1925 o consemnează drept reședință a plășii Comănești, având 3920 de locuitori în satele Comănești, Lăloaia, Lunca de Jos, Podeiu, Padinele și Șupanu, după ce satele Asău și Lunca-Asău s-au separat pentru a forma comuna Asău. În 1931, comunei Comănești i s-au alipit și satele Gloduri, Leorda, Șipoteni și Vermești ale fostei comune Văsâești, desființată.
În 1950, comuna a trecut la raionul Moinești din regiunea Bacău, iar în 1952 a fost declarat oraș raional în cadrul acestui raion. În 1968, orașul Comănești a revenit la județul Bacău, reînființat; tot atunci s-au desființat și satele Gloduri (comasat cu Vermești), Podina (comasat cu Podei), Lăloaia, Leorda, Lunca, Șupan, Șipoteni și Zăvoi (comasate cu Comănești), în vreme ce satul Sub Lăloaia din comuna Asău a fost transferat orașului Comănești, apoi desființat și comasat cu localitatea Comănești.

## Monumente istorice

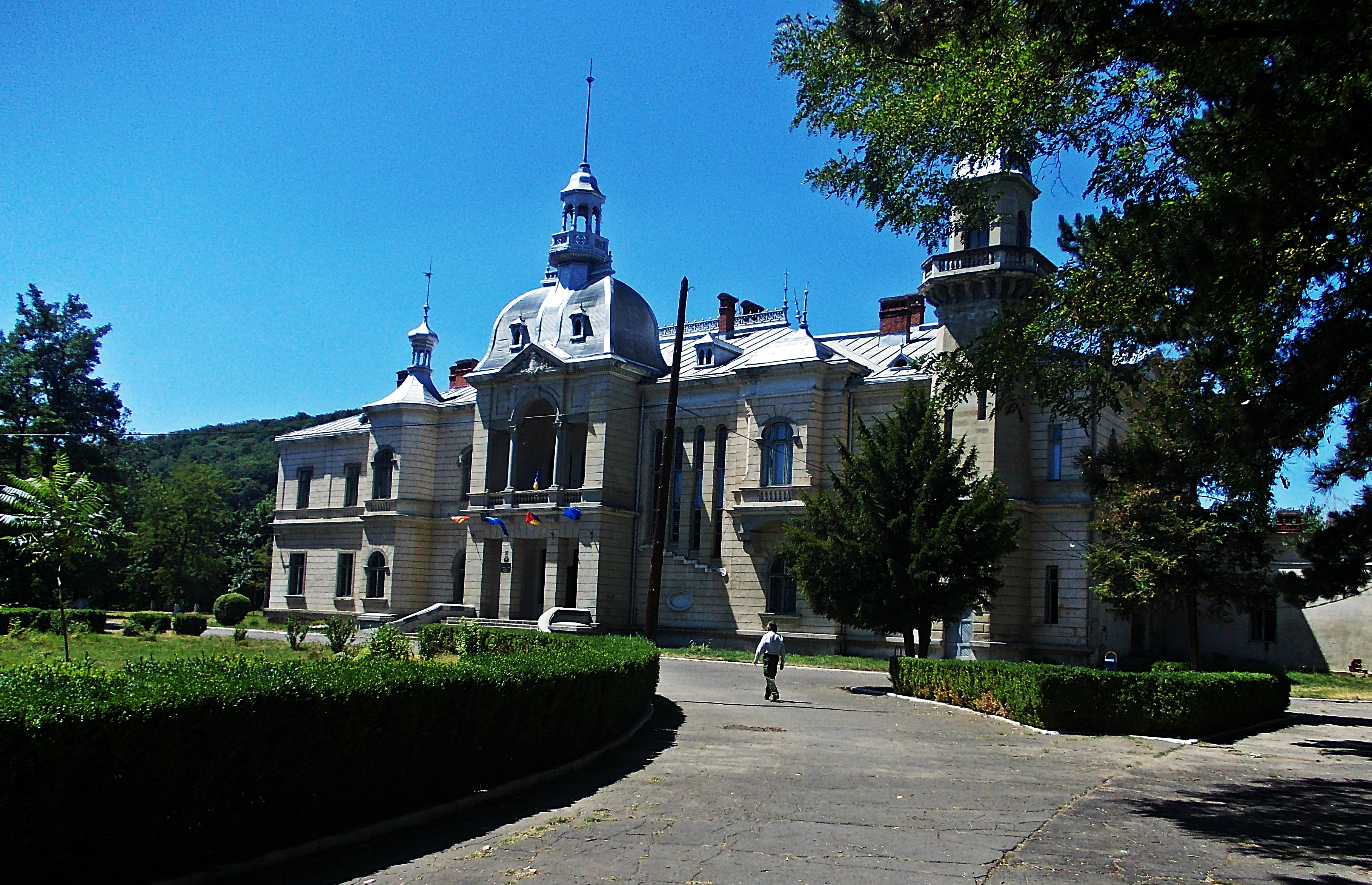
Palatul Ghica, monument istoric de arhitectură de interes național din orașul Comănești

În Comănești se află palatul Ghica-Comănești, datând din secolul al XIX-lea (ansamblu format din palat și parc), precum și gara din Comănești (construită în 1899), ambele monumente istorice de arhitectură de interes național. În rest, un singur alt obiectiv din oraș este inclus în lista monumentelor istorice din județul Bacău ca monument de interes local — situl arheologic de la „Cetățuia” de la marginea de nord a satului Vermești, sit ce cuprinde urmele unor așezări din neoliticul timpuriu (cultura Starčevo-Criș), eneolitic (cultura Cucuteni, două așezări corespunzătoare fazelor A și respectiv B), și din Epoca Bronzului.

## Economie
Comăneștiul se află în centrul unui bazin carbonifer care include 34 de sate din împrejurimi, dintre care 7 exploatabile economic. În proporție mai mică există în zonă și resurse de petrol. În satul component Vermești există o mină în care se exploatează cărbune brun din 1836. Mina, care în 1989 avea 5.000 de angajați, a fost închisă definitiv în 2005, iar ultimii 260 de mineri care mai lucrau aici au rămas șomeri.
Este dezvoltată industria prelucrătoare a lemnului, aici existând un combinat care produce mobilă, plăci lemnoase, placaj, cherestea. Combinatul însă a fost închis iar activitatea din domeniu s-a transferat către intreprinderi de profil mici.
Centrala termoelectrică de termoficare din Comănești are o putere de 25 MW și a fost construită în 1954.
În anul 2003 Comăneștiul avea o rată a șomajului de 18,1%, mult peste media națională, ceea ce a dus la declararea orașului ca zonă defavorizată.

## Transport
Orașul Comănești se întinde pe o lungime de 12 km de la punctul PECO-ȘIPOTENI până la podul care face legătura cu Straja, iar distanța este măsurată pe stăzile: Moldovei, Republicii (până la bariera CFR-ului), Ștefan cel Mare, Dumbravei și Minerului.
Cartierele din componența orașului sunt amplasate de o parte și de alta a zonei prezentate mai sus. Rețeaua de drumuri a orașului este asfaltată în totalitate.
Prima linie de transport public local de călători a fost de la PECO-ȘIPOTENI până la podul care face legătura cu Straja, extinzându-se, ulterior, și în satul Vermești, din anul 2007. Transportul public local de călători este asigurat de S.C.ELISCOMEX S.R.L.

## Educație
După reforma învățământului din 1948 rețeaua școlară din orașul Comănești a cunoscut o modificare substanțială. S-au construit mai multe școli și s-au diversificat profilele la cele profesionale. Școlile au fost dotate cu mijloace moderne de învățământ, iar În noile cartiere s-au construit școli generale și grădinițe.
Învățământul este reprezentat de:
- Învățământul preșcolar - are 10  grădinițe cu program normal și 2 grădinițe cu program prelungit.
- Învățământul general - are 7 școli generale cu 113 Săli de clasă.
- Învățământul liceal cu profil special - este reprezentat de Colegiul Tehnic "Dimitrie Ghika" care are mai multe profile.
- Învățământul profesional - funcționează în cadrul Colegiului Tehnic cu domeniul de prelucrare a lemnului.

## Sănătate
Orașul Comănești dispune de  unități sanitare destinate ocrotirii sănătății. Unitățile sanitare sunt grupate într-un complex, unde funcționează spitalul orășenesc "Ioan Lascăr", ambulatoriul de specialitate integrat in spital cu 16 cabinete de specialitate dotat cu aparatură nouă la standarde europene ce oferă toate serviciile medicale de specialitate și stația de salvare. Cabinet dermatologie, cardiologie, oftalmologie, neurologie, chirurgie, ORL, obstetrica-ginecologie, interne, psihiatrie, nefrologie, urologie, gastroenterologie, radiologie si imagistica, RMN, CT, , pneumologie,ortopedie+traumatologie, pediatrie, laborator de analize performant, baza fizio-chineto-terapie. Spitalul ofera o calitate superioara a actului medical.
De asemenea, în oraș funcționează 16 cabinete medicale, 9 farmacii, 2 farmacii veterinare și 5 laboratoare tehnico-dentare.
În orașul Comănești funcționează trei complexe medicale  cu laboratoare de analiză dotate cu aparatură la standarde europene  ce oferă toate serviciile medicale de specialitate.

## Descoperiri arheologice
- Podul lui Mitache (pe terasa inferioară a Trotușului). S-au descoperit fragmente ceramice aparținând perioadei mijlocii a epocii Latene (300-150 î.Hr.), precum și din feudalismul dezvoltat (secolele XVII-XVIII). În același perimetru s-a descoperit un toporaș de silex negru datând, probabil, de la sfârșitul neoliticului. Alte materiale arheologice au fost atribuite bastarnilor (cultura Poienești-Lukasevka, sec. II-III î.Hr.).
- Dealul Comăneștilor (sau Dealul Cetățuii). S-au descoperit vestigii arheologice din secolele VI-VI și din perioada feudalismul dezvoltat (sec. XVII-XVIII).
- „La Rupturi" (pe terasa de pe stânga Trotușului, între Comănești și Asău). S-a descoperit un cimitir medieval (perioadă neprecizată).
- Pe teritoriul orașului. S-au descoperit monede geto-dace (Huși-Vovriești) și un sesterț de bronz de la Antoninus Pius, din anii 140-144 d.Hr.

## Politică

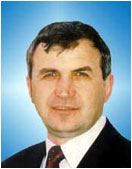
Primarul Viorel Miron

Orașul Comănești este administrat de un primar și un consiliu local compus din 19 consilieri. Primarul, Viorel Miron[*], de la Partidul Național Liberal, este în funcție din 2004. Începând cu alegerile locale din 2024, consiliul local are următoarea componență pe partide politice:
|  | Partid                          | Consilieri | Componența Consiliului | Componența Consiliului | Componența Consiliului | Componența Consiliului | Componența Consiliului | Componența Consiliului | Componența Consiliului | Componența Consiliului | Componența Consiliului |
|  | ------------------------------- | ---------- | ---------------------- | ---------------------- | ---------------------- | ---------------------- | ---------------------- | ---------------------- | ---------------------- | ---------------------- | ---------------------- |
|  | Partidul Național Liberal       | 9          |                        |                        |                        |                        |                        |                        |                        |                        |                        |
|  | Partidul Social Democrat        | 6          |                        |                        |                        |                        |                        |                        |                        |                        |                        |
|  | Alianța pentru Unirea Românilor | 2          |                        |                        |                        |                        |                        |                        |                        |                        |                        |
|  | Uniunea Salvați România         | 1          |                        |                        |                        |                        |                        |                        |                        |                        |                        |
|  | Partidul S.O.S. România         | 1          |                        |                        |                        |                        |                        |                        |                        |                        |                        |

## Personalități locale
- Nicolae Ghica-Comănești (1875 - 1921), explorator, fiul exploratorului Dimitrie Ghica-Comănești, acesta la rândul său fiind fratele celuilalt explorator, Eugen Ghica-Comănești.
- Ilie Verdeț (1925 - 2001), demnitar comunist, ministru și prim-ministru al României;
- Viorel Anghelinei (n. 1959), fotbalist și arbitru FIFA;
- Ioan Casian de Vicina  (n. 1969), episcop ortodox, membru al Sfântului Sinod al BOR;
- Sebastian-Laurențiu Lăzăroiu (n. 1970), sociolog, politolog, fost ministru al muncii;
- Ionuț Iftimoaie (n. 1978) pugilist;
- Cristina Simion (n. 1991), atletă;
- Andrei Florean (n. 1992), fotbalist;
- Iuliana Popa (1996), canotoare.